# Czekanów (Silésie)
Pour les articles homonymes, voir Czekanów.
Czekanów (prononciation : [t͡ʂɛˈkanuf]) est une localité polonaise de la gmina de Zbrosławice, située dans le powiat de Tarnowskie Góry en voïvodie de Silésie.